# Zeszyty fantastyczno-naukowe Iskry
Zeszyty fantastycznonaukowe – seria tytułów w tematyce science fiction przygotowanych przez wydawnictwo Iskry, charakteryzujących się niedużą objętością i spójną szatą graficzną. Seria składała się z dwóch nachodzących na siebie czasowo cykli, każdy po 12 tytułów. Pierwszy cykl (tylko autorzy zagraniczni) wychodził w latach 1984–1985, a drugi cykl (autorzy zagraniczni i polscy) w latach 1984–1987.
Seria była wydawana w nakładzie ok. 150,000 egzemplarzy na niskiej jakości papierze. Większość pozycji należała do „klasyki” gatunku.
Na ostatniej stronie okładki pierwszego zeszytu drugiego cyklu wspomniano, że w projektach są opowiadania m.in. Jamesa Gunna i Walentyny Żurawlowej, ale zeszyty takie nigdy się w tej serii nie ukazały.

## Lista zeszytów

### Pierwszy cykl
|    | Tytuł                           | Autor                | Rok  |
| 1  | Tumitak z podziemnych korytarzy | Charles R. Tanner    | 1984 |
| 2  | Tumitak na powierzchni Ziemi    | Charles R. Tanner    | 1985 |
| 3  | Odyseja marsjańska              | Stanley G. Weinbaum  | 1985 |
| 4  | Lotofagi                        | Stanley G. Weinbaum  | 1985 |
| 5  | Świat należy do mnie            | Henry Kuttner        | 1985 |
| 6  | De profundis                    | Henry Kuttner        | 1985 |
| 7  | Sezon ogórkowy                  | Cyril M. Kornbluth   | 1985 |
| 8  | Domek z kart                    | Cyril M. Kornbluth   | 1985 |
| 9  | Desant na Merkurego             | Dymitr Bilenkin      | 1984 |
| 10 | Listy z laboratorium            | Kir (Kirył) Bułyczow | 1984 |
| 11 | Czarny olbrzym                  | Dymitr Bilenkin      | 1985 |
| 12 | Cudza pamięć                    | Kir (Kirył) Bułyczow | 1985 |

### Drugi cykl
|    | Tytuł                            | Autor                | Rok  |
| 1  | Guslar – Neapol                  | Kir (Kirył) Bułyczow | 1984 |
| 2  | Klucz do nieba                   | Theodore Sturgeon    | 1985 |
| 3  | Powrót donikąd                   | Eddy Charly Bertin   | 1985 |
| 4  | Nie drażnić czarownika           | Kir (Kirył) Bułyczow | 1985 |
| 5  | Wróć po swego Stora              | Olga Łarionowa       | 1985 |
| 6  | Klucz do Zapory                  | Theodore Sturgeon    | 1986 |
| 7  | Powiew nieprawdopodobieństwa     | Ryszard Głowacki     | 1985 |
| 8  | Zawód: wojownik                  | James White          | 1986 |
| 9  | Czas oczyszczenia                | Henryk Wiatrowski    | 1986 |
| 10 | Wszystkie dźwięki tęczy          | Norman Spinrad       | 1986 |
| 11 | Potrzebne mi twoje ciało         | Zvonimir Furtinger   | 1986 |
| 12 | Prywatna wojna szeregowca Jacoba | Joe Haldeman         | 1987 |